# Guangzhou Auto Corporation
Guangzhou Auto Corporation war ein Hersteller von Automobilen aus der Volksrepublik China.

## Unternehmensgeschichte
Das Unternehmen aus Guangzhou stellte bereits 1985 einen Teil seines Werks für Guangzhou Peugeot Automobile Company zur Verfügung. Nach deren Auflösung setzte die Guangzhou Auto Corporation die Produktion von Automobilen fort. Der Markenname lautete Tianyang. In den 2000er Jahren endete die Produktion.

## Fahrzeuge
Ein Modell war die Limousine GP 7200. Der Kombi GP 7222 hatte einen Dieselmotor. Beide basierten auf dem Peugeot 505.